# Godaesan
Godaesan (koreanska: 고대산) är ett berg i Sydkorea. Det ligger i den norra delen av landet, 70 km norr om huvudstaden Seoul. Toppen på Godaesan är 621 meter över havet.
Terrängen runt Godaesan är kuperad åt sydväst, men åt nordost är den platt. Runt Godaesan är det ganska tätbefolkat, med 185 invånare per kvadratkilometer. Trakten runt Godaesan består till största delen av jordbruksmark.